# Стратфорд (Калифорнија)
Стратфорд (енгл. Stratford) насељено је место без административног статуса у америчкој савезној држави Калифорнија.

## Демографија
По попису из 2010. године број становника је 1.277, што је 13 (1,0%) становника више него 2000. године.
| Група             | 2000.       | 2010.         |
| Белци             | 240 (19,0%) | 174 (13,6%)   |
| Афроамериканци    | 15 (1,2%)   | 16 (1,3%)     |
| Азијати           | 22 (1,7%)   | 19 (1,5%)     |
| Хиспаноамериканци | 960 (75,9%) | 1.069 (83,7%) |
| Укупно            | 1.264       | 1.277         |